# Савцов, Олег Юрьевич
Олег Юрьевич Савцов (род. 10 ноября 1987, Москва) — российский театральный деятель, актёр театра и кино. Лауреат национальной театральной премии «Золотая маска 2023», лауреат театральной премии газеты «Московский комсомолец» (2013).

## Биография
Олег Савцов родился в 1987 году в Москве. Имеет сестру-двойняшку Татьяну. Родители — инженеры. С детства посещал театральные кружки, занимался народным пением, играл в детском эстрадном театре «Коломбина». В начале 2000-х играл главаря беспризорников в мюзикле «Норд-Ост». Был в числе заложников в театральном центре на Дубровке в 2002 году.
После завершения обучения в школе прошел успешное прослушивание в Школе-студии МХАТ, попал в мастерскую Алексея Гуськова и Михаила Лобанова. В 2008 году защитил диплом театрального учебного заведения. Поступил в труппу МХТ имени А. П. Чехова, в которой прослужил до 2017 года. Дебютировал с ролью глашатая в сказке «Конёк-горбунок». С 2012 года сотрудничал с Театром наций, где и работает до настоящего времени. Играл в мюзиклах «Первое свидание» и «Ничего не бойся, я с тобой».
в 2010-м Савцов получил премию Олега Табакова за роль в постановке «Прокляты и убиты». В 2013 году стал лауреатом театральной премии газеты «Московский комсомолец» за спектакль «Электра».
В начале 2023 года был признан победителем театральной премии «Золотая маска» за сезон 2020/2021 годов в номинации «Лучшая мужская роль в оперетте-мюзикле» за роль в спектакле Театра наций «Кабаре».
С 2007 года снимается в кино. Первую крошечную роль сыграл в массовке сериала «Закон и порядок: Отдел оперативных расследований — 2», его имя не указали в титрах. Первую заметную роль Савцов исполнил в четырехсерийном детективе «Заговор небес». В 2024 году сыграл роль Романа Шубнинского, помощника адвоката Плевако (Сергей Безруков) в сериале «Плевако».

## Личная жизнь
Женат на актрисе театра и кино Илоне Гайшун. Супруги воспитывают дочь Меланью.

## Репертуар и театральные роли
Московский Художественный театр имени А. П. Чехова:
- «Конек-горбунок» братьев Пресняковых по П. Ершову (реж. Е. Писарев, 2008) — Глашатай, Купец;
- «Амадей» П. Шеффера (реж. М. Розовский) — Лакей,
- «Пиквикский клуб» Ч. Диккенса (реж. Е. Писарев, 2009) — Натаниэль Уинкль,
- «Ундина» Ж. Жироду (реж. Н. Скорик) — Рыцарь Бертран,
- «Прокляты и убиты» В. Астафьева (реж. В. Рыжаков, 2010),
- «Последняя жертва» А. Островского (реж. Ю. Ерёмин) — Сакердон,
- «Дуэль» А. П. Чехова (реж. А. Яковлев, 2010) — Ачмианов,
- «Обрыв» И. Гончарова (реж. А. Шапиро, 2010) — Николка,
- «Белоснежка и семь гномов» Л. Устинова и О. Табакова (реж. М. Миронов, 2011) — Среда.

Театр наций:
- Маркер в спектакле «Женихи» (реж. Н. Гриншпун),
- Орест в «Электре» (реж. Т. Кулябин),
- младший лейтенант в роли Транио в «Укрощении строптивой» (реж. Р. Феодори),
- Гвидон в «Сказках Пушкина» (реж. Б. Уилсон);
- Конферансье МС в «Кабаре».

## Работы в кино
- 2007 — «Закон и порядок: Отдел оперативных расследований-2» (Никифоров);
- 2008 — «Ночь закрытых дверей» (Эдик);
- 2009 — «Айлавью»;
- 2009 — «Всегда говори „всегда“-5» (Гена);
- 2009 — «Конек-Горбунок» фильм-спектакль (глашатай, купец, мужик);
- 2011 — «Ушёл и не вернулся» (одноклассник);
- 2017 — «Оптимисты» (Кирилл Петрович);
- 2021 — «Директор по счастью» (Женя);
- 2021 — «Женщина, мужчина, мужчина и ещё одна женщина»;
- 2021 — «Заговор небес» (Вячеслав Баженов);
- 2021 — «ИП Пирогов-4» (Аристарх);
- 2022 — «Смерть не танцует одна» (Вячеслав Баженов);
- 2022 — «Я „любила“ мужа» (врач скорой);
- 2023 — «Кеша должен умереть» (похоронный агент);
- 2023 — «Прелесть» (рабочий);
- 2023 — «Тайна „Белой вороны“» (Вячеслав Баженов);
- 2024 — «Плевако» (Шубнинский);

## Награды
- 2013 — лауреат театральной премии газеты «Московский комсомолец»;
- 2023 — лауреат национальной театральной премии «Золотая маска 2023».